# Eumerus jacobi
Eumerus jacobi är en tvåvingeart som beskrevs av Herve-bazin 1913. Eumerus jacobi ingår i släktet månblomflugor, och familjen blomflugor.
Artens utbredningsområde är Kongo. Inga underarter finns listade i Catalogue of Life.